# Cristal (1985)
Cristal é uma telenovela venezuelana produzida e exibida pela RCTV entre 5 de agosto de 1985 e 12 de julho de 1986.
A trama é original de Delia Fiallo.
Foi protagonizada por Lupita Ferrer, Jeannette Rodríguez, Carlos Mata e Raúl Amundaray e antagonizada por  Marita Capote, Jorge Palacios e Zoe Ducós.
No Brasil, os direitos de exibição da telenovela foram adquiridas pela Rede Globo. Na época, a Globo comprava produções estrangeiras e as deixava na geladeira, apenas para que as concorrentes não as exibissem.
Foi exibida na Espanha, na TVE1, a partir do dia 4 de dezembro de 1989. Primeiramente foi exibida na TVE2 às 16:45, mas com um estrondoso êxito, foi transferida para o La Uno, no horário das 15h.

## Sinopse

### Primeira fase
Victoria é humilde camponesa que trabalha como empregada na casa de uma distinguida e respeitável família de Mérida. Ali se apaixona por Ángel de Jesús, o único filho de dona Luisa, uma fanática religiosa obcecada em purificar sua alma que para o que modelou seu filho para que tomasse a vida sacerdotal. Ángel de Jesús cai na tentação justo antes de entrar no seminário: ele dorme com Victoria e a deixa grávida. Quando dona Luisa descobre, golpeia brutalmente a pobre mulher, até que esta lhe revela sua gravidez.
A mulher expulsa a Victoria de sua casa sem pagar-lhe nada e condenando-a ao sofrimento. Además, para impedir que o futuro bebé lhe desbarate os planos realizados durante tantos anos, dona Luisa acusa Victoria, lhe impede de conseguir um trabalho dando a entender que não poderá ficar com a criança quando nasça. Por este motivo, Victoria termina viajando a Caracas e abandonando a sua filha em uma casa da cidade.

### Segunda fase
Passam-se 20 anos e Victoria está muito diferente, tornou-se uma mulher de sucesso e cruel de caráter. Ela é dona da loja Casa Victoria e está casada com Alejandro Ascanio, um atraente ator de TV, com quem tem uma filha Eliana "La Beba." Depois de tantos anos, Victoria decide buscar a filha que abandonou.

## Elenco
- Lupita Ferrer - Victoria Ascanio
- Jeannette Rodríguez - Cristina Expósito - Cristal
- Carlos Mata - Luis Alfredo Ascanio
- Raúl Amundaray - Alejandro Ascanio
- Marita Capote - Marión Vellorín de Ascanio
- Henry Zakka - Adán Marshall
- Mariela Alcalá - Inocencia Pérez
- Jorge Palacios - Gonzalo Pallares
- Zoe Ducós - Doña Luisa
- Félix Loreto - Lino
- Roberto Moll - Darío Valmore
- Humberto García - Padre Ángel de Jesús
- Lourdes Valera - Zoraida "Cerebrito"
- Gigi Zanchetta - Eliana Ascanio
- Ileana Jacket - Bertha Girot
- Cecilia Villarreal - Vivian Marshall
- América Barrios - Lucrécia
- Dante Carle - Erasmo
- Arturo Calderón - Padre Francisco
- Carlos Villamizar - Marcos Briceño
- Juan Frankis - Narciso Fonseca
- Mahuampi Acosta - Doña Puri
- Elisa Parejo - Doña Chona
- Lino Ferrer - Piero
- Gledys Ibarra - Nancy
- Elisa Escámez - Antonia Fonseca
- Chony Fuentes - Laura Galvani
- Marlene Maceda - Marlene
- Olga Rojas - Carmelina
- Gabriel Fernández - Gabriel
- Romelia Agüero - Cachita
- Freddy Escobar - Beto
- Reina Hinojosa - Bijoux
- Carmencita Padrón - Marcia
- Maricarmen Regueiro - Alicia
- Marcelo Rodríguez Laprea - Marcelo
- Ana Massimo - Tomasa
- Sonya Smith - Maggie

## Versões
- A Televisa realizou em 1998 uma versão mexicana intitulada El privilegio de amar, produzida por Carla Estrada e protagonizada por Helena Rojo, Adela Noriega, René Strickler e Andrés García.
- O SBT produziu em 2006 uma versão retomando o título original, Cristal, protagonizada por Bianca Castanho, Dado Dolabella, Bete Coelho e Giuseppe Oristanio.[5]
- Em 2010, Televisa novamente realiza uma versão, chamada Triunfo del amor e protagonizada por Victoria Ruffo, Maite Perroni, William Levy e Osvaldo Ríos. Foi produzida por Salvador Mejía.[6]
- Em 2025 a Televisa realizará mais uma versão da história, chamada de Los hilos del Pasado e será produzida por José Alberto Castro e protagonizada por Yadhira Carrillo, que regressa às telenovelas após 18 anos de seu último papel. [7]